# Arthur Graves Canfield
Arthur Graves Canfield  (* 27. März 1859 in Sunderland, Bennington County, Vermont; † 5. Dezember 1947 in Ann Arbor, Michigan) war ein US-amerikanischer Romanist und Literaturwissenschaftler.

## Leben und Werk
Canfield studierte am Williams College (Abschluss 1881). Von 1879 bis 1882 studierte er in Leipzig, Berlin, Göttingen und Paris. Ab 1883 lehrte er an der University of Kansas in Lawrence, ab 1887 als Professor für Französisch. Von 1900 bis 1929 war er in der gleichen Funktion an der University of Michigan in Ann Arbor.
Canfield war Ehrendoktor des Williams College (1920).

## Werke
- (mit anderen) Sunflowers. Poems, Lawrence, Kansas 1888
- (Hrsg.) Poems of Victor Hugo, New York 1906
- (Hrsg.) French Lyrics, New York 1899, 1927; 2. Auflage (mit Warner Forrest Patterson) u. d. T. French poems, New York 1941, 1948, 1960